# العلاقات الصينية السلوفينية
العلاقات الصينية السلوفينية هي العلاقات الثنائية التي تجمع بين الصين وسلوفينيا.

## مقارنة بين البلدين
هذه مقارنة عامة ومرجعية للدولتين:
| وجه المقارنة                                              | الصين                    | سلوفينيا                                                      |
| --------------------------------------------------------- | ------------------------ | ------------------------------------------------------------- |
| المساحة (كم2)                                             | 9.60 مليون               | 20.27 ألف                                                     |
| عدد السكان (نسمة)                                         | 1.33 مليار               | 2.07 مليون                                                    |
| الكثافة السكانية (ن./كم²)                                 | 138.54                   | 102.12                                                        |
| العاصمة                                                   | بكين                     | ليوبليانا                                                     |
| اللغة الرسمية                                             | اللغة الصينية القياسية   | اللغة السلوفينية، اللغة الإيطالية، لغة مجرية                  |
| العملة                                                    | رنمينبي                  | يورو، تولار سلوفيني                                           |
| الناتج المحلي الإجمالي (بليون دولار)                      | 12.24 تريليون            | 48.77 مليار                                                   |
| الناتج المحلي الإجمالي (تعادل القوة الشرائية) بليون دولار | 19.82 تريليون            | 66.01 مليار                                                   |
| الناتج المحلي الإجمالي الاسمي للفرد دولار أمريكي          | 8.03 ألف                 | 20.73 ألف                                                     |
| الناتج المحلي الإجمالي للفرد دولار أمريكي                 | 13.21 ألف                | 30.40 ألف                                                     |
| مؤشر التنمية البشرية                                      | 0.728                    | 0.880                                                         |
| رمز المكالمات الدولي                                      | +86                      | +386                                                          |
| رمز الإنترنت                                              | .cn، .中国 ‏، .中國 ‏      | .si                                                           |
| المنطقة الزمنية                                           | توقيت الصين، ت ع م+08:00 | توقيت وسط أوروبا، ت ع م+01:00، ت ع م+02:00، أوروبا/ليوبليانا ‏ |

## مدن متوأمة
في ما يلي قائمة باتفاقيات التوأمة بين مدن صينية وسلوفينية:
- ترتبط تشنغدو مع ليوبليانا باتفاقية توأمة.
- ترتبط ييشينغ [الإنجليزية]‏ مع نوفو ميتسو باتفاقية توأمة.
- ترتبط جيوجيانغ مع كوبر باتفاقية توأمة.

## منظمات دولية مشتركة
يشترك البلدان في عضوية مجموعة من المنظمات الدولية، منها:
| علم المنظمة | اسم المنظمة                               | تاريخ انضمام الصين | تاريخ انضمام سلوفينيا |
| ----------- | ----------------------------------------- | ------------------ | --------------------- |
|             | مؤسسة التنمية الدولية                     | 24 سبتمبر 1960     | 25 فبراير 1993        |
|             | يونسكو                                    | 4 نوفمبر 1946      | 27 مايو 1992          |
|             | وكالة ضمان الاستثمار متعدد الأطراف        | 30 أبريل 1988      | 19 مارس 1993          |
|             | الأمم المتحدة                             | 25 أكتوبر 1971     | 22 مايو 1992          |
|             | الفريق المعني برصد الأرض                  | ?                  | ?                     |
|             | الاتحاد البريدي العالمي                   | ?                  | ?                     |
|             | البنك الدولي للإنشاء والتعمير             | 27 ديسمبر 1945     | 25 فبراير 1993        |
|             | المنظمة الهيدروغرافية الدولية             | ?                  | ?                     |
|             | الاتحاد الدولي للاتصالات                  | 1 سبتمبر 1920      | 16 يونيو 1992         |
|             | منظمة حظر الأسلحة الكيميائية              | ?                  | ?                     |
|             | مؤسسة التمويل الدولية                     | 15 يناير 1969      | 25 فبراير 1993        |
|             | المركز الدولي لتسوية المنازعات الاستشارية | 6 فبراير 1993      | 6 أبريل 1994          |
|             | منظمة التجارة العالمية                    | 11 ديسمبر 2001     | ?                     |
|             | مجموعة الموردين النوويين                  | ?                  | ?                     |
|             | منظمة الشرطة الجنائية الدولية             | ?                  | ?                     |

## وصلات خارجية
- موقع وزارة الخارجية الصينية
- موقع وزارة الخارجية السلوفينية